# 猛虎ファイル
猛虎ファイル（もうこ・ファイル）とは、2006年から毎日放送（MBSテレビ）が制作・放送していた阪神タイガース（阪神）関連の対談・ドキュメンタリー番組。2012年までは、プロ野球のシーズン期間中（4月～9月）に、30分番組として月1回のペース（主に最終日曜日の24:50 - 25:20）で放送されたほか、グループ会社のGAORAでも遅れ放送を実施していた。
なお、毎日放送グループ（MBSテレビ・MBSラジオ・GAORA）では2012年から、阪神を応援する目的で「withタイガース（うぃず・タイガース）」と称するコラボレーション企画を開始。当番組も、同年4月29日（MBS放送分）から、企画名に合わせてタイトルを『withタイガース』に改めた。このような経緯から、当ページでは、2018年まで毎日放送グループが展開していたコラボレーション企画としての「withタイガース」（2014年度から「with Tigers」に改称）も取り上げる。

## 『猛虎ファイル』

### 番組開始までの経緯
MBSテレビでは2003年頃から、プロ野球シーズン限定番組として、阪神の戦い振りをダイジェストで紹介する『勝ちたいんやっ!月刊～タイガース』（～は放送期間中の監督の苗字である「星野」または「岡田」を挿入）を月に1回のペースで放送。2006年からは、タイトルを『猛虎ファイル』に変更するとともに、ヒューマンドキュメンタリーの形式で阪神の選手を2～3名程度取り上げるようになった。ちなみに、『猛虎ファイル』への変更後は、（「猛虎ファイル2009」などのように）タイトルに放送期間の西暦年度を入れている。

### 概要
当番組では基本として、三島真路などのフリーアナウンサーによるナレーションで進行。ただし、MBSの女性アナウンサー（松本麻衣子・前田阿希子・斎藤裕美など）が、タイガースの選手やファンにインタビューを実施した模様のVTRをはさむことがある。
『猛虎ファイル』としての最終年度になった2011年度には、選手へのインタビューパートに、当該選手の関係者がVTRで出演する「阪神虎（とら）ベラー」を放送（題字には当該選手の書を採用）。番組の途中には、阪神で内野手・広報・コーチ・二軍監督を歴任した平田勝男（出演当時は同局の野球解説者）が独自の目線で選手を評価するコーナー「平田勝男の勝っ!」を挿入している。
放送枠は不定ながら、原則としてプロ野球シーズン中にのみ、月1回の30分番組として編成。MBSテレビでは関西ローカルで深夜に、GAORAでは日中に放送されている。また、同種の番組である『虎バン』（ABCテレビ制作、スカイAでも放送）とともに、放送済みの映像素材（2012年以降は『withタイガース』としての素材）を甲子園歴史館に提供。館内の専用パソコンを通じて、過去の放送内容の一部を鑑賞できる。

### 『withタイガース』への改題後
2012年4月29日放送分から『withタイガース』に改題したが、『猛虎ファイル』時代に続いて、タイトルの最後には西暦年度の下2桁の数字が入る。なお、番組の構成やMBSテレビでの放送頻度は『猛虎ファイル』から大きく変わらず、GAORAでの遅れ放送も継続する。

#### 2012年度『withタイガース'12』
「平田勝男の勝っ!」は、平田が放送月に最も活躍した阪神の選手を評価する「平田勝男の『勝』躍『男』（かつやくおとこ）」にリニューアル。女性アナウンサーが担当するインタビューパートでは、松本だけをインタビュアーとして続投させるとともに、周辺取材などから番組独自で大半を作成した「虎の履歴書」を選手とのトークを通じて完成させる趣向に変わった。
また、オープニング映像の一部を、MBSテレビのプロ野球中継『侍プロ野球』の阪神戦・関西ローカル放送バージョンと共用。番組の後半には、チームや甲子園球場を支える専門家に密着したミニドキュメント「with ともに戦う」を新設した。

#### 2013年度『withタイガース'13』
2013年2月24日の26:25 - 26:55に『阪神キャンプスペシャル』を放送。2012年シーズンで現役を引退した今岡誠（元・阪神内野手）が、毎日放送の解説者として初めて出演した。
また、フリーの野球解説者（ラジオ解説はMBSラジオの専属扱い）に転身した金本と同年のドラフト1巡目ルーキー・藤浪晋太郎投手による「大物対談」や、今岡・増田・槙原寛己（TBSテレビ・TBSラジオ野球解説者、元・巨人投手）による「2013虎談議」などを放送。山田スタジアム（山田大介）が全編のナレーターを務めたほか、同年から阪神の二軍監督へ復帰した平田を増田・槙原が取材した模様も紹介された。
なお、MBSテレビでは2013年4月5日から、毎週金曜日の深夜にスポーツ情報番組『カワスポ』の放送を開始。その関係で、プロ野球シーズン中には当番組を放送しない代わりに、阪神に関する情報を『カワスポ』内の企画「阪神全144試合完全制覇 おっかけタイガース!」 で毎回取り上げている。

### 主な特別番組

#### 2012年度
- オールスターゲーム期間中の2012年7月22日、MBSラジオとのサイマル放送による特別番組『朝まで withタイガース～テレビもラジオもファンのあなたもとことんしゃべりましょうスペシャル～』を、2:50 - 4:30に生放送（ラジオは2:30から先行放送）。MBSテレビでは、毎日放送本社（大阪市北区）1階に設けられたオープンスタジオの模様をメインチャンネルで放送する一方で、サブチャンネルを通じてラジオスタジオの映像・音声を流した。総合司会を増田英彦（ますだおかだ）と松本、テレビ側の進行を金山泉、ラジオ側の進行を井上雅雄（いずれもMBSのスポーツアナウンサー）が担当。MBS野球解説者の平田・亀山つとむ、1980年代以降の阪神に詳しい作家の山田隆道、阪神ファン代表の代打屋　中川・山田大介・やのぱん・大蜘蛛英紀(恋愛小説家)などが討論に参加した。また、TwitterとFAXで視聴者からの意見を受付。討論の合間に、その一部を紹介していた。
- 阪神の外野手だった金本知憲が2012年9月12日に現役引退を表明してからは、金本への独占取材で斎藤をインタビュアーに起用したうえで、2度にわたって引退関連の特別番組（9月23日『～ありがとうアニキ～金本知憲引退特番』10月10日『ラストスイング～さらば金本知憲』）を放送。甲子園球場での引退試合（横浜DeNAベイスターズ戦）翌日に放送された『ラストスイング』では、2011年まで9年間にわたって阪神に在籍していた下柳剛（2013年から朝日放送の野球解説者に就任）を、人生初のナレーションに挑戦させた。

## 毎日放送グループのコラボレーション企画「with Tigers」
毎日放送では、「MBSはタイガースとともに戦い、一緒になって優勝を目指す」という宣言の下に、2012年からラジオ・地上波テレビ（MBSラジオ）・CS放送（GAORA）のプロ野球中継における共通テーマとして「withタイガース」を提唱。前述の『猛虎ファイル」をはじめ、ラジオ・テレビにおける阪神関連番組・企画のタイトルを「withタイガース」にほぼ統一した。
これを機に、ラジオ・テレビ中継における共通のテーマソングとして、古賀繁一の作・編曲による「withタイガース」を採用。プロ野球シーズン中には、同名のイベントや、番組出演者・アナウンサー・視聴者・リスナーを巻き込んだ応援企画を随時実施している。ちなみに、「withタイガース」を冠したテレビ番組やイベントでは、毎日放送のアナウンサー・番組出演者がタイガースにちなんだデザインの法被を着用することが多い。
2014年度からは、「withタイガース」の表記を「with Tigers」に変更。キャンペーンロゴを一新するとともに、ラジオにおける阪神戦中継のタイトルを『MBSタイガースライブ』から『MBSベースボールパーク』（阪神戦中継のみ『with Tigers MBSベースボールパーク』）に改めた。
2017年度からは、らいよんチャン（毎日放送のステーションキャラクター）にユニフォームを着せた「とらいよん」が、当キャンペーン向けのキャラクターとして登場。ユニフォームや帽子を阪神のホームゲーム仕様に似せながら、帽子のロゴに「と」、ユニフォームのロゴに「とらいよん」というひらがなを独自に入れている。
なお、「with Tigers」名義でのキャンペーンは2018年度で終了。2019年には、同年の阪神のチームスローガン「ぶち破れ!オレがヤル」にちなんで、「タイガース全力応援宣言　ぶち破れ!2019　MBSがヤル」と称するキャンペーンを地上波のテレビ・ラジオ放送で展開する。

### 「withタイガース」を冠した番組・コーナー
いずれもプロ野球シーズン中のみ放送

#### MBSテレビ
- withタイガース（2012年度、前述の『猛虎ファイル』を改題）
- 侍プロ野球（2012・2013年度）
  - 阪神戦を関西ローカルで中継する場合に、「withタイガース　MBSタイガースライブ」というタイトルを使用。
- VOICE（2012・2013年度）
  - 毎日放送のスポーツアナウンサー・金山泉がサブキャスターを務める月曜日に、前週の阪神の戦い振りを振り返る企画として、「金山泉のwithタイガース」を放送。
- ちちんぷいぷい（2013年度）
  - 水曜日に「ぷい虎 withタイガース」を放送。総合司会の西靖（毎日放送アナウンサー）や「ちちんぷいぷい運動部キャプテン」の井上雅雄（同局のスポーツアナウンサー）による進行で、直近の阪神の戦いを振り返る。

この他にも、『VOICE』『ちちんぷいぷい』『カワスポ』『せやねん!』（スポーツコーナーとして「せやねん!スポーツ」を内包する土曜日の情報番組）とのコラボレーションによるスポットCM「MBSはwithタイガース」を、関西ローカルで随時放送している。

#### MBSラジオ
- MBSタイガースライブ（2012年・2013年）  　
  - 阪神戦を中継する場合に、「～withタイガース～MBSタイガースライブ」というタイトルを使用。
- ノムラでノムラだ♪ EXトラ!（2012・2013年度）
  - 『MBSタイガースライブ』火～木曜日の前座コーナーとして2011年度に放送していた「ノムラでノムラだ♪　EXトラモード」を、2012年度から「ノムラで withタイガース」に改題。
- こんちわコンちゃんお昼ですょ!（2013年度）
  - 2010年度に放送されていた13時前後のコーナー「コンちゃん　マンデースポーツ」を、「withタイガース　コンちゃんマンデースポーツ」と改題したうえで2013年度から復活。毎日放送の野球解説者から、太田幸司・亀山つとむ・遠山奬志が週替わりで登場する。
- withタイガース　カワスポサタデー運動部![1]
  - 2013年11月9日から毎週土曜日の17:59 - 19:00に放送のタイガース情報番組。『カワスポ』の関連番組で、2014年度のナイターイン編成でも、ナイトゲームの開催を予定していない土・日曜日に『MBSベースボールパーク番外編　カワスポ野球部』として17:59 - 21:00に不定期放送。

この他にも、平日の生ワイド番組（『子守康範　朝からてんコモリ!』『ありがとう浜村淳です』『上泉雄一のええなぁ!』『こんちわコンちゃんお昼ですょ!』『ノムラでノムラだ♪ EXトラ!』）とのコラボレーションによるスポットCM「MBSはwithタイガース」を、関西ローカルで随時放送していた。

### 「with Tigers」を冠した番組・コーナー
- MBSベースボールパーク（MBSテレビ版・MBSラジオ版、2014年度～）
  - テレビ・ラジオとも、阪神戦を中継する場合に、2018年度まで「with Tigers MBSベースボールパーク」という共通タイトルを使用。2014年度のラジオ版では、ナイトゲームを中継する場合に、『ノムラでノムラだ♪EXトラ!』で放送してきた前座コーナーを「もうすぐベースボールパーク」というタイトルで内包していた。メインタイトルの『MBSベースボールパーク』については、「with Tigers」キャンペーン終了後の2019年度以降も、テレビ・ラジオの中継や関連番組で使用を継続。

#### MBSテレビ
2014年度には、比嘉晴香ディレクターが、「タイガースおっかけ記者」という名義で以下の番組に出演していた（主に取材先からの電話出演）。
- 月刊カワスポ　with Tigers（2014年度のみ）
  - 毎週金曜日に放送されていた『カワスポ』を、月1回（主に日曜午後）の放送へ移行することを機にタイトルを変更。
- ちちんぷいぷい（2014年度以降）
  - 2014年度には、プロ野球シーズン中の15時台後半（2014年4月の開始当初は15時台前半 → 16時台前半）に毎日、「ぷいぷい with Tigers」というタイトルで放送。2013年度に『カワスポ』で放送していた「阪神144試合完全制覇 おっかけタイガース!」を、当コーナーで事実上継承した。
    - 当コーナーには、毎日放送の野球解説者から、遠山奬志（月・木曜日）今岡誠（水曜日）藤本敦士（金曜日）がスタジオに登場。放送前日に阪神の公式戦があった場合には、かつて他局で大人気を博したバラエティ番組にちなんで、その試合で解説者の目に付いた選手を「良い虎（こ）」「悪い虎（こ）」「気になる虎（こ）」として紹介していた。また、MBSテレビの自社制作で平日に阪神の公式戦を『MBSベースボールパーク』（テレビ版）として中継する場合には、比嘉が中継先の球場からの生中継で登場していた。

  - 北海道放送（HBCテレビ）でも前半（第1部）を同時ネット形式で放送する2014年10月からは、「ぷいぷい with Fighters」というタイトルでHBCの地元球団・北海道日本ハムファイターズ情報、「ぷいぷい with Buffaloes」というタイトルでMBSの地元球団オリックス・バファローズ情報を取り上げることもある。
  - 2015年度シーズン中の企画については後述。シーズン終了後には、同年度までMBSラジオの野球解説者を務めていた金本が、一軍監督として阪神に復帰した。このため、キャンペーンの趣旨を、「阪神タイガースと共に金本監督を応援する」という趣旨に変更した。
    - 2015年10月27日（火曜日）には、金本が毎日放送制作の生放送番組（テレビ：『ちちんぷいぷい』[2]ラジオ：『上泉雄一のええなぁ!』『いっしょにええなぁ　みんなでホームイン!』）にゲストで立て続けに出演する[3]とともに、『ちちんぷいぷい』の総合司会・山本浩之が金本の出演中に「with　金本タイガース」の開始を公表した[4]。ちなみに、金本が（プロ野球中継や他局制作番組を含めて）テレビ・ラジオの生放送番組へ出演するのは、同月19日の監督就任発表後初めてであった。このような経緯から、阪神の2015年秋季練習期間中（10月28日放送分）以降は、当番組内で金本や阪神の話題を扱う場合に「金本タイガース」というタイトルを用いている。

  - 2016年度には、1月1日（金曜日）の6:30 - 8:25に、特別番組『新春ぷいぷいwithタイガース～"ぼん"と正月～』を生放送。MBSテレビ制作の番組としては、この番組が（ニュースを除いて）2016年最初の生放送になった。
    - 2月の春季キャンプ中には、一軍キャンプ地・沖縄県宜野座村からの生中継を、原則として第2部（関西ローカルパート）で毎日実施。地上波のテレビ番組としては異例の試みで、キャンプ取材用テレビカメラのうち1台を金本への取材専用に充てながら、MBS野球解説者（遠山 → 2016年から復帰した八木裕 →　亀山）による金本への密着取材企画「今朝の金本さん」とセットで放送している[5]。
    - プロ野球シーズン中の放送では、「（阪神が）勝った時にはどこよりも長く、負けた時にはどこよりも短くお伝えする」と銘打って、前年までの「ぷいぷい with Tigers」に代わる阪神戦のダイジェストコーナーとして「昨日（先週）の金本タイガース」を編成。金本のコメントを紹介する場合には、阪神入団後の金本の愛称（アニキ）・背番号（6）にちなんで、「アニキ語6（ごろく）」と称していた。
      - コーナーを進行する番組アシスタント（全曜日ともMBSの女性アナウンサー）は、阪神関連のニュースにおいて、当日の他番組で最も長かった放送時間も紹介。阪神が勝利した試合を伝える場合には、当コーナーのみ、同球団のチームロゴが入った「TORACO」（球団公認の女性ファン向けファッションブランド）のTシャツやホームゲーム用のレプリカユニフォームを衣装の上に着用していた。

  - 2017年・2018年度も、「ぷいぷい　with Tigers」と称して、遠山　→　八木のリポートによる阪神一軍キャンプ期間中の生中継や「昨日（先週）の金本タイガース」「アニキ語6」を継続。2016年10月改編から毎週金曜日に放送中の「宮前見る前」（毎日放送スポーツ局の宮前徳弘解説委員が取材・進行を担当するスポーツ関連企画）で阪神関連の話題を扱う場合に「ぷいぷい　with Tigers」をコーナー名に流用していた。「ぷいぷい　with Tigers」で八木・遠山がスタジオに出演しない火 -　木曜日には、宮前が解説役を務めることがあった。金本が2018年度限りで阪神の一軍監督を退任したため、上記のコーナーは2018年のプロ野球シーズンで終了。
- あさチャン!（TBSテレビ制作の全国ネット番組、2015年度以降）
  - 2015年3月30日（月曜日）のリニューアルを機に、MBSの自社制作によるコーナー「あさチャン! with Tigers」を、プロ野球のレギュラーシーズン限定→通年で関西ローカル向けに6:10頃から1分間挿入している[6]。関岡香（毎日放送アナウンサー）と鹿瀬ハジメが、ナレーションを交互に担当。2016年度までは、『ちちんぷいぷい』と同じ趣旨で、阪神選手のホームイン映像を放送していた。
- 虎ノトラの巻（2016年度）
  - 2016年3月28日から2017年3月27日まで、毎週月曜日の22:54 - 23:00に放送。阪神の選手1名が週替わりでVTRへ登場するとともに、「パワーの源」であるメニュー、（2016年度のチームスローガン「超変革　Fighting Spirits」にちなんだ）「自分にとっての超変革」などをモノローグで語らせていた。毎日放送アナウンサーの武川智美がナレーターを担当。
  - 地上波では関西ローカル向けに放送していたが、MBS動画イズムでは、放送済みの動画を放送日から1週間に限って無料で配信していた。
- 亀ちゃんのwith Tigers（2017年度）
  - 『虎ノトラの巻』の後継番組として、2017年4月3日から放送。亀山をナビゲーターに起用するとともに、プロ野球レギュラーシーズン中の放送では、放送翌日（火曜日）からの1週間に予定されている公式戦での阪神の戦い方を予習する構成を採っていた。
- 戦え!スポーツ内閣（2017年度以降）
  - 特別番組として数回放送された後に、2016年10月から、毎週水曜日の深夜（23:58 - 24:53）にレギュラー放送として編成。2017年・2018年度には、阪神関連の話題（春季一軍キャンプのVTR取材など）を放送する場合に、「with Tigers」というサブタイトルを冠していた。
  - 40年来の阪神ファンである増田英彦（ますだおかだ、ラジオ版『MBSベースボールパーク』スペシャルサポーター）が阪神関連の話題で出演する場合には、宮前以外の出演者に「～大臣」という肩書を付ける番組上の慣例に沿って、2018年度まで増田に「with Tigers大臣」と名乗らせていた。

2019年度からは、『あさチャン!』内の連動コーナーを「あさチャン!Tigers」に改称しながら継続。『戦え!スポーツ内閣』内の連動企画も続行する。その一方で、『ちちんぷいぷい』で放送されてきた連動企画は、『ミント!』（2019年4月改編で『ちちんぷいぷい』の後枠に新設された総合情報番組）月曜日の1コーナー「ぶち破れ! 私、藤林虎子になります」に移行した。

#### MBSラジオ
- こんちわコンちゃんお昼ですょ!（2014・2015年度）
  - 2013年度までと同じ趣旨で、プロ野球シーズン中の月曜日に「with Tigers　コンちゃんマンデースポーツ」を放送。
- 亀山つとむのスポーツマンデー!（2016年度以降）
  - 通年番組だが、プロ野球シーズン中の放送では、阪神・オリックスの話題にほぼ特化。「with　Tigers」名義のコーナーを設けていないが、後述するプロ野球中継のポータルサイトでは、2018年度まで「with　Tigers」キャンペーンの関連番組として紹介されていた。
  - 阪神については、「タイガース　ええとこばっかりプレイバック」（放送前週の一軍の戦い振りを実況音源で振り返るコーナー）を毎週放送。掛布雅之（元・MBSラジオ野球解説者）が二軍監督を務めていた2015・2016年度のプロ野球シーズン中に、番組アシスタントの市川いずみによる掛布への単独インタビューを収録した音源を随時流していた。

### 毎日放送本社でのイベントと連動した地上波テレビ・ラジオ同時中継
2014年6月7日の阪神対オリックス戦（甲子園でのデーゲーム）では、ジャパネットたかたによる協賛の下で、同社のテレビショッピングおよび「ちゃやまちこども猛虎会」（大阪市北区茶屋町の毎日放送本社M館1階オープンスタジオ「ちゃプラステージ」で開催の少年少女向け観戦イベント）と連動した地上波テレビ・ラジオ合同放送を実施。テレビ中継で藪、ラジオ中継で金本・藤本、「ちゃやまちこども猛虎会」で遠山がそれぞれ解説を担当したほか、ラジオ放送の音声をテレビのサブチャンネル（副音声）で放送した。

### 「ホームイン with Tigers」（2015年・2016年度）
毎日放送グループでは、阪神球団の創立80周年に当たる2015年に、同球団の選手が公式戦で記録する「ホームイン（得点）」の数に着目。「1つ1つの『ホームイン』の積み重ねが（阪神の）勝利や（セントラル・リーグ）優勝につながる」として、3月27日の公式戦開幕を機に、以下のテレビ・ラジオ番組や毎日放送本社内でのイベントを通じて「ホームイン」を記録した選手を讃えるキャンペーンを展開した。2016年度にも、このキャンペーンを継続している。

#### MBSテレビの番組との連動企画
- ちちんぷいぷい（2015年度のみ）
  - 2014年度の「ぷいぷい　with Tigers」に代わる企画として、「週末のホームイン! with Tigers」（月曜日）「昨日（昨夜）のホームイン! with Tigers」（放送前日に阪神戦が開催された場合の水～金曜日）を、主に第2部（関西ローカルパート）の冒頭（15:45頃）に放送。「得点シーン全部見せます」と銘打って、試合の結果に関係なく、阪神選手の全てのホームイン映像をチームの総得点とともに紹介していた。
  - 得点シーンのVTRでは、当日のアシスタントがナレーションを担当。放送日によっては、得点を記録した選手へのインタビュー映像や、阪神の選手が登場する特別企画も放送することがあった。ただし、「ぷいぷい　with Tigers」と違って、毎日放送の野球解説者からは遠山・今岡が不定期でスタジオに登場していた。
  - 阪神の応援キャンペーンが「with Tigers」から「タイガース全力応援宣言　ぶち破れ!2019 MBSがヤル」に変わる2019年度には、『ちちんぷいぷい』の放送時間短縮（全編ネット化）などに伴って平日の夕方に『ミント!』（関西ローカル向けの報道・情報番組）を編成する関係で、「タイガース全力応援宣言 - 」と連動した企画コーナーを『ミント!』の中に設ける。

#### MBSラジオの番組との連動企画
- 亀山つとむのかめ友 Sports Man Day（2015年度のみ）
  - 『亀山つとむのスポーツマンデー!』の前身番組で、オープニングコーナーの「かめ友スポーツジャーナル」において、前日までの1週間の阪神の戦い振りを振り返る場合に「ホームイン with Tigers」を放送。対象試合での阪神選手の得点シーンから、亀山に与えるインパクトや印象が最も強かったシーンの実況音源を再生していた。

#### テレビ・ラジオの阪神戦中継との連動企画
『MBSベースボールパーク』（ラジオ版）の中継で阪神の選手が得点した場合には、当該イニングの終了後に、スタジオアシスタントが得点した選手名とチームの総得点数を伝えた。また、連動イベントや「キリ番プレゼント」への応募要領を、中継の合間に随時告知。『MBSベースボールパーク』（テレビ版）の中継でも、阪神の選手が得点を記録した直後には、得点シーンのダイジェスト映像とともにチームの総得点を必ず紹介している。
2015年5月4日（月曜日・みどりの日）に甲子園球場で開催の阪神対中日デーゲームでは、テレビ・ラジオで同時中継を実施するとともに、阪神の最終得点選手を視聴者・リスナーに予想させる現金プレゼント企画を実施。中継開始から7回表の終了まで専用の電話回線を通じて予想への投票を受け付けた後に、参加者から抽選で1名に68万円（9回裏に代走で最後の得点を記録した俊介の背番号「68」×1万円）を進呈した。同年9月21日（月曜日・敬老の日）に同球場で開催の阪神対東京ヤクルトデーゲームでも、テレビ・ラジオでの同時中継と上記の現金プレゼント企画を実施している（阪神の最終得点選手は背番号「5」のマウロ・ゴメス）。

#### 2015年度
2014年のセントラル・リーグ公式戦でのチーム総得点を基に、阪神のリーグ優勝につながる「ホームイン」の目標を700点、ラジオ版『MBSベースボールパーク』の阪神戦中継で発表する「キリ番」（「ホームイン」の累積基準）を10点に設定。「with Tigers MBS」（MBSテレビ・ラジオ共通の阪神関連ポータルサイト）に設けられたキャンペーンと同名のページでは、「これまでのホームイン」と称して、阪神の得点ごとに通算得点数・日付・対戦カード・イニング・選手名・局面を詳しく記録している。さらに、阪神のチーム総得点が「キリ番」へ達するたびに、視聴者やリスナーへのスペシャルプレゼントなどの企画を実施。なお、以下に記す関連番組では、得点を記録した選手を称賛する場合に（キャンペーン名の「ホームイン」にちなんで）「おかえり（なさい）」という表現を用いた。
なお、阪神は465得点を記録した末に、レギュラーシーズンを3位で終了。クライマックスシリーズ　ファーストステージ（東京ドーム）でレギュラーシーズン2位の巨人と対戦したが、1勝2敗で敗退した。実際にはファーストステージ第3戦（10月12日）までキャンペーンを継続したため、（同ステージ3試合での7得点を含めた）472得点を「シーズン最終得点」とみなしている。

##### 毎日放送本社でのイベント
甲子園球場のライトスタンドに隣接する素盞嗚神社から授与されたホームベース型の絵馬を展示するスペースを、プロ野球シーズン限定でM館1階のロビーに設置。阪神の選手が公式戦で1得点を記録するたびに、その旨を記した絵馬を1枚展示していた。レギュラーシーズンの開幕当初は、MBSテレビ・ラジオの番組にレギュラーで出演する阪神ファンの著名人や、毎日放送野球解説者からの直筆メッセージを添えた絵馬を順次展示。シーズンの中盤からは、一般のファンがメッセージを記した絵馬を飾っていた。

##### 東日本大震災からの復興支援と連動した企画
阪神の選手が公式戦で1得点を記録するたびに、購入金額の一部が東日本大震災からの復興支援に充てられる「希望の鶴」（被災地・宮城県石巻市の仮設住宅で活動する女性グループが製作した折り鶴）を当該選手へ1羽贈呈。阪神のチーム総得点が増えるにつれて、支援金額も増える仕組みになっていた。

##### ナイターオフ期間限定番組『with Tigers MBSベースボールパーク みんなでホームイン!』（2015・2016年度）
MBSラジオでは、2015・2016年度のナイターオフ期間に、自社制作の生ワイド番組『with Tigers MBSベースボールパーク みんなでホームイン!』をの月曜日を除く毎日夕方に編成。毎日放送のスポーツアナウンサー、同局の野球解説者、『MBSベースボールパーク』のスタジオアシスタント（豊永真琴・市川いずみ）、MBSラジオの他番組（『MBSベースボールパーク』など）にも出演する阪神ファン代表の芸人（増田・山田スタジアム）などが日替わりで出演するとともに、阪神関連の企画やスポーツニュースなどを連日放送していた。

#### 2016年度以降
2015年度から一転して、阪神のリーグ優勝につながる「ホームイン」の目標を設定しない代わりに、ラジオ版『MBSベースボールパーク』の阪神戦中継における「キリ番」を20点単位で設定。また、『MBSベースボールパーク番外編』を『MBSベースボールパーク番外編　みんなでホームイン!』へ改称するとともに、前述した『みんなでホームイン!』の出演者・企画の一部を引き継いでいた。

### 協賛試合の地上波テレビ・ラジオ・CS同時中継

#### 2013年
4月13日の阪神対DeNA戦（甲子園でのデーゲーム）を、毎日放送グループ（MBSテレビ・MBSラジオ・GAORA）のスポンサードゲーム「with タイガース MBSデーゲーム」として開催。MBSテレビ・MBSラジオが関西ローカルの地上波、GAORAが全国向けCSの中継権を保有していたことから、3波による同時・完全中継も実施した。
当日の中継では、野球の継投策における投手の分担からの発想で、1波における解説者の出演時間を「スターター」（中継開始～3回裏）・「セットアップ」（4回表～6回裏）・「クローザー」（7回表～中継終了）に分割。試合中に随時3元中継を織り交ぜながら、阪神OBの遠山奬志・今岡誠・亀山つとむ（いずれもMBS野球解説者）・金本知憲（ゲスト解説者）が、以下の順で交互に解説を務めた。
| 出演時間                      | MBSラジオ （実況：赤木誠） | MBSテレビ （実況：近藤亨） | GAORA （実況：馬野雅行） |
| ----------------------------- | -------------------------- | -------------------------- | ------------------------ |
| スターター（中継開始～3回裏） | 亀山つとむ・金本知憲       | 今岡誠                     | 遠山奬志                 |
| セットアップ（4回表～6回裏）  | 今岡誠                     | 遠山奬志                   | 亀山つとむ・金本知憲     |
| クローザー（7回表～中継終了） | 遠山奬志                   | 亀山つとむ・金本知憲       | 今岡誠                   |

赤木・近藤亨のラジオ実況によれば、以上のように1つの試合で解説者が3イニングごとに交代する形式の中継は、（テレビを含めて）日本のプロ野球中継史上初めてとされる。
なお試合前には、高校・大学時代に硬式野球のプレー経験がある金山が「スピードガンコンテスト」、上泉・西・河田が始球式に登場（投手：河田、捕手：上泉、球審役：西）。また、高井美紀がセレモニーの司会、松本麻衣子（ラジオ中継の阪神側ベンチリポーターを兼務、いずれも毎日放送アナウンサー）が阪神のスターティングメンバーのアナウンスを担当した。

#### 2014年
4月19日の阪神対ヤクルト戦（甲子園球場でのデーゲーム）を、「with Tigers」キャンペーンによるジャパネットたかたのスポンサードゲームとして開催した。5回裏の攻撃後と試合終了後には、テレビ・ラジオ同時放送のパートを設定。テレビ版解説者の金本・藤本敦士、ラジオ版解説者の藪恵壹（上記3名ともMBSではラジオのみ専属契約）、ラジオ版にゲストで出演の増田英彦（ますだおかだ）、および実況担当の馬野（テレビ版）・近藤亨（ラジオ版）によるやり取りを放送した。GAORAはMBSテレビと同内容を放送。

#### 2016年
3月19日からMBSラジオのサービスエリアの一部でワイドFM（周波数90.6Mhz）の本放送を開始したことを記念して、6月4日の阪神対埼玉西武ライオンズ戦（甲子園球場でのデーゲーム）を、「with Tigers」キャンペーンによるジャパネットたかたのスポンサードゲームとして開催。関西ローカルで放送のテレビ・ラジオ中継では、翌々週（13日 - 19日）に「MBSラジオ　夏のスペシャルウィーク」を控えていることを背景に、同局制作の生ワイド番組のパーソナリティ（子守康範・浜村淳・松井愛・近藤光史・上泉・桜井一枝）が交互にゲストで出演した。試合前には、6人が揃って「ファーストピッチ」（始球式）に登場。投手役の上泉が捕手役の近藤に向けてノーバウンド投球を披露したほか、桜井が打者役、子守が球審役、浜村と毎日放送アナウンサーの松井が司会を務めた。
また、試合開始の直前（13:54）から17:00まで放送されたテレビ中継では、森本栄浩が実況、藪・八木が解説を担当。ラジオでは、金山の実況と金村義明の解説で、テレビ中継の終了後も試合終了まで放送した。その一方で、GAORAの中継では、Tigers-ai制作の映像（実況：中井雅之、解説：湯舟敏郎）を使用した。
さらに、スマートフォン・携帯電話から専用の電話番号（67コール）へ当日の22:00まで発信者番号通知の電話で応募することを条件に、ワイドFMの周波数にちなんだ現金（1名当たり9,060円）を視聴者・リスナーに抽選で進呈する企画も実施。ラジオ中継のゲストとして上記のパーソナリティが放送席でサイコロを振ったうえで、6人分のサイコロの目の数を合算した結果、抽選で28名に進呈することが決まった。